# Pierre de Massiac
Pour les articles homonymes, voir Massiac (homonymie).
Pierre de Massiac, seigneur de Sainte-Colombe, né en 1616 à Narbonne, mort en 1682 à Brest, est un ingénieur militaire.
Il sert au Portugal de 1649 à 1669. Rentré en France, il propose d’expérimenter en 1673 sur le Grand Canal de Versailles une nouvelle machine qui semble être le premier navire à aubes.
Il dirige ensuite les travaux de fortification de Brouage, de l’île de Ré et de l’île d'Oléron. Il dessine ensuite les plans des fortifications de Brest et en dirige la construction jusqu’à son décès. C'est son frère, Barthélemy de Massiac, sieur de Kerébest, qui achevè la construction de l'enceinte.

## Source
- Victoria Sanger, « Vauban urbaniste : l’exemple de Brest », in Actes du colloque « Vauban et ses successeurs dans les ports du Ponant et du Levant », Brest, 16-19 mai 1993, publié dans  Vauban et ses successeurs dans les ports du Ponant et du Levant, Paris : Association Vauban, 2000, p. 46